# 循德郡
循德郡，中国唐朝时设置的郡。
天宝元年（742年）改严州置，治所在来宾县（今广西壮族自治区来宾市东南旧来宾）。辖境相当今广西壮族自治区合山市、来宾市一带。乾元元年（758年）复为严州。 